# Leonard Durczykiewicz
Leonard Durczykiewicz (ur. 1876 w Czempiniu, zm. 1934 w Gdyni) – polski fotograf.

## Życiorys
Był najstarszym z siedmiorga dzieci Wincentego i Juliany z domu Frankiewicz. Ojciec prowadził warsztat szewski, matka z córkami szyła i haftowała czepki. Leonard wyuczył się zawodu kupieckiego, otworzył mały sklep sprzedając różne towary i ożenił się.
Jego pasją była fotografika w rezultacie czego założył w rodzinnej miejscowości nowoczesny zakład fotograficzny. W 1912 roku wydał dwuczęściowy album pt. Dwory Polskie w Wielkim Księstwie Poznańskim. Tom pierwszy stanowi część opisową dla tomu drugiego w której znajdują się fotografie 111 dworów i pałaców polskich w Wielkopolsce.
W momencie wybuchu I wojny światowej znajdował się na terenie zaboru rosyjskiego. Tu został aresztowany z oskarżeniem o szpiegostwo, a następnie internowany. Po wojnie prowadził dalej handel słodyczami w rodzinnych stronach. Prawdopodobnie w II połowie lat 20. XX w. wyjechał do Gdyni, gdzie założył zakład fotograficzny prowadząc też działalność wydawniczą w postaci pocztówek ze zdjęciami przez siebie wykonanymi. Ich główne motywy to Gdynia, morze oraz nieliczne jeszcze polskie statki, w tym „Dar Pomorza”. W tym zakresie był prekursorem polskich pocztówek o tej tematyce.